# Xanthostemon
Xanthostemon is een geslacht van bomen en struiken uit de mirtefamilie (Myrtaceae). De soorten komen voor in Nieuw-Caledonië, Australië, Maleisië, Indonesië, Nieuw-Guinea, de Filipijnen en op de Salomonseilanden.

## Soorten
- Xanthostemon arenarius Peter G.Wilson
- Xanthostemon aurantiacus (Brongn. & Gris) Schltr.
- Xanthostemon bracteatus Merr.
- Xanthostemon brassii Merr.
- Xanthostemon carlii J.W.Dawson
- Xanthostemon chrysanthus (F.Muell.) Benth.
- Xanthostemon confertiflorus Merr.
- Xanthostemon crenulatus C.T.White
- Xanthostemon eucalyptoides F.Muell.
- Xanthostemon ferrugineus J.W.Dawson
- Xanthostemon formosus Peter G.Wilson
- Xanthostemon francii Guillaumin
- Xanthostemon fruticosus Peter G.Wilson & Co
- Xanthostemon glaucus Pamp.
- Xanthostemon grandiflorus Gugerli
- Xanthostemon graniticus Peter G.Wilson
- Xanthostemon grisei Guillaumin
- Xanthostemon gugerlii Merr.
- Xanthostemon lateriflorus Guillaumin
- Xanthostemon laurinus (Pamp.) Guillaumin
- Xanthostemon longipes Guillaumin
- Xanthostemon macrophyllus Pamp.
- Xanthostemon melanoxylon Peter G.Wilson & Pitisopa
- Xanthostemon multiflorus (Montrouz.) Beauvis.
- Xanthostemon myrtifolius (Brongn. & Gris) Pamp. ex Pampal.
- Xanthostemon natunae Sedayu
- Xanthostemon novoguineensis Valeton
- Xanthostemon oppositifolius F.M.Bailey
- Xanthostemon paabaensis Gugerli
- Xanthostemon paradoxus F.Muell.
- Xanthostemon petiolatus (Valeton) Peter G.Wilson
- Xanthostemon philippinensis Merr.
- Xanthostemon psidioides (A.Cunn. ex Lindl.) Peter G.Wilson & J.T.Waterh.
- Xanthostemon pubescens (Brongn. & Gris) Sebert & Pancher
- Xanthostemon retusus Gugerli
- Xanthostemon ruber (Brongn. & Gris) Sebert & Pancher
- Xanthostemon sebertii Guillaumin
- Xanthostemon speciosus Merr.
- Xanthostemon sulfureus Guillaumin
- Xanthostemon umbrosus (A.Cunn. ex Lindl.) Peter G.Wilson & J.T.Waterh.
- Xanthostemon velutinus (Gugerli) J.W.Dawson
- Xanthostemon verdugonianus Náves ex Fern.-Vill.
- Xanthostemon verticillatus (C.T.White & W.D.Francis) L.S.Sm.
- Xanthostemon verus (Roxb.) Peter G.Wilson
- Xanthostemon vieillardii (Brongn. & Gris) Nied.
- Xanthostemon whitei Gugerli
- Xanthostemon xerophilus Peter G.Wilson
- Xanthostemon youngii C.T.White & W.D.Francis

## Hybriden
- Xanthostemon × intermedius Gugerli

... · 
Acmena · 
Actinodium · 
Agonis · 
Allosyncarpia · 
Aluta · 
Angophora · 
Astartea · 
Astus · 
Babingtonia · 
Baeckea · 
Callistemom · 
Calytrix · 
Chamelaucium · 
Corymbia · 
Corynanthera · 
Cyathostemon · 
Darwinia · 
Enekbatus · 
Ericomyrtus · 
Eucalyptus (Eucalyptus) · 
Eugenia · 
Euryomyrtus · 
Feijoa · 
Homalocalyx · 
Homoranthus · 
Hypocalymma · 
Lamarchea · 
Leptospermum · 
Lophomyrtus · 
Malleostemon · 
Metrosideros · 
Micromyrtus · 
Myrceugenia · 
Myrciaria · 
Myrtus (Mirte) · 
Ochrosperma · 
Osbornia · 
Pileanthus · 
Pimenta · 
Psidium · 
Rinzia · 
Sannantha · 
Scholtzia · 
Syzygium · 
Thryptomene · 
Triplarina · 
Tristaniopsis · 
Verticordia · 
Waterhousea · 
Xanthostemon · 
...